# Angal Heneng jezik
Angal Heneng jezik (agarar, augu, katinja, wage, west angal heneng, west mendi; ISO 639-3: akh), jedan od sedam angal-kewa jezika, šire enganske skupine, kojim govori 40 000 ljudi (1994 V. Schlatter) sjeverno od jezera Kutubu u provinciji Southern Highlands, Papua Nova Gvineja.
Postoji četiri dijalekta: waola (wala), augu, nipa, ota. Pismo: latinica.

## Vanjske poveznice
- Ethnologue (14th)
- Ethnologue (15th)